# Alamo Rent A Car
Alamo Rent A Car ist ein seit den 1970er Jahren, damals vorwiegend in Florida, arbeitendes US-amerikanisches Mietwagenunternehmen mit Hauptquartier in Clayton (Missouri).
Alamo betreibt Zweigstellen in Afrika, Australien, Europa, Kanada, Mexiko, Südamerika und auf den Karibischen Inseln.
Alamo ist im Eigentum der Enterprise Holdings Inc., zu welcher auch Enterprise Rent-A-Car und National Car Rental gehören.
Im März 2007 übernahm Europcar von Vanguard die europäischen Aktivitäten der Marken National Car Rental und Alamo Rent A Car.